# Metacyclops postojnae
Metacyclops postojnae – gatunek widłonoga z rodziny Cyclopidae. Nazwa naukowa tego gatunku skorupiaków została opublikowana w 1987 roku przez biologa Antona Brancelja.